# Château de Saint-Cricq
Le château de Saint-Cricq est un château situé dans la ville d'Auch, dans l'Occitanie dans le Gers.

## Situation
Il se situe sur les hauteurs de la ville d'Auch, à environ 183 mètres d'altitude, chemin de Saint-Cricq.

## Histoire
Le château est inscrit au titre des monuments historiques par arrêté du 11 décembre 1925.
Il a été construit au 4e quart du XVe siècle, il est à l'état d'abandon. 

## Description

### Extérieur
L'extérieur se compose d'une cour fermée par un mur crénelé ayant un chemin de ronde devançant la façade sud, ainsi que de bâtiments d'exploitation adossés au mur d'enceinte.
Deux parties inégales divisent la façade du château par une tour à quatre pans extérieurs.

### Mobilier
L'édifice est décoré de cartouches, écussons, mascarons, cariatides et peintures murales. Le rez-de-chaussée dispose de fenêtres à meneaux.